# Rắn hổ mang Andaman
Rắn hổ mang Andaman (Naja sagittifera) là một loài rắn trong họ Rắn hổ. Loài này được Wall mô tả khoa học đầu tiên năm 1913.